# In a Different Light
In a Different Light — альбом американской рок-группы Everclear. Он был выпущен 6 октября 2009 года и впервые на новом для группы лейбле 429 Records. В альбом вошли перезаписи песен из предыдущих альбомов группы, исполненные в более приглушённом и акустическом стиле, а также две ранее не издававшиеся песни, «At the End of the Day» и «Here Comes the Darkness». Он получил умеренные отзывы критиков и был неуспешен в коммерческом плане.

## История
Альбом был неуспешен в коммерческом плане и не попал в американский чарт Billboard 200.

## Отзывы
| Оценки критиков | Оценки критиков |
| Источник        | Оценка          |
| --------------- | --------------- |
| AllMusic        | [ 2 ]           |
| Chart Attack    | [ 3 ]           |

Альбом получил в смешанную реакцию критиков.
Стивен Томас Эрлевайн из Allmusic поставил оценку 2,5 из 5 звёзд и сказал: «В перерывах между полноценными сборниками новых песен Everclear выпустили альбом In a Different Light осенью 2009 года. Возвращаясь к самым ранним дням рок-н-ролла, когда рок-н-ролльщики записывали новые версии своих старых хитов всякий раз, когда подписывали контракт с новым лейблом, Everclear переделали свои старые мелодии для 429 Records, но там, где Фэтс Домино и Чак Берри придерживались буквы своих оригинальных хитов, Everclear переделали эти мелодии, не столько превратив их в unplugged версии, сколько сделав из них нечто ступенчато-зрелое, соответствующее возрасту седеющих альт-рокеров. Ни одна песня здесь не подвергается радикальной переделке; скорее, энергия приглушена, а палитра расширена, но приглушена, в результате чего альбом выглядит как выцветшее воспоминание об альбоме величайших хитов».
Шина Лионне из Chart Attack написала в рецензии, что In A Different Light это «сборник старых треков в более простых, акустических формах, но с той же поп-чувствительностью и интригой, что и раньше. В сборник также вошли два новых трека. „At The End Of The Day“ хорошо вписывается в холодную атмосферу альбома, с женскими бэк-вокалами в стиле госпел, тихой интенсивностью и одним запоминающимся бриджем. „Here Comes The Darkness“ — ещё один более медленный трек, на который повлияли фолк и гладкий рок. Это лучшая из двух песен, запоминающийся, но загадочный трек, похоже, о том, как попасть в ад. Пластинка представляет собой забавную смесь старого с обещанием нового. В неё вошли такие хиты, как „Wonderful“, „Santa Monica“, „I Will Buy You A New Life“ и „Rock Star“, но не хватает „Volvo Driving Soccer Mom“»

## Список композиций
1. «Everything to Everyone» — 3:18
  - (Первоначально был выпущен в альбоме So Much for the Afterglow.)
2. «Wonderful» — 4:21
  - (Первоначально был выпущен в альбоме Songs from an American Movie Vol. One: Learning How to Smile.)
3. «At the End of the Day» — 4:40
  - (Первый релиз, написан Алексакисом и исполненный с Мэрион Райвен)
4. «Santa Monica» — 3:54
  - (Первоначально был выпущен в альбоме Sparkle and Fade.)
5. «Summerland» — 4:07
  - (Первоначально был выпущен в альбоме Sparkle and Fade.)
6. «Here Comes the Darkness» — 4:52
  - (Первый релиз, оставшийся от Welcome to the Drama Club.)
7. «Father of Mine» — 3:51
  - (Первоначально был выпущен в альбоме So Much for the Afterglow.)
8. «Fire Maple Song» — 4:15
  - (Первоначально был выпущен в альбоме World of Noise.)
9. «Rock Star» — 3:19
  - (Первоначально был выпущен в альбоме Songs from an American Movie Vol. Two: Good Time for a Bad Attitude.)
10. «Learning How to Smile» — 4:08
  - (Первоначально был выпущен в альбоме Songs from an American Movie Vol. One: Learning How to Smile.)
11. «I Will Buy You a New Life» — 4:35
  - (Первоначально был выпущен в альбоме So Much for the Afterglow.)

Бонусные треки tracks
1. Amazon.com: «Blondes» (acoustic version from Closure EP)
2. iTunes: «The Swing» (acoustic version from Closure EP)